# سعادة أبو عراق
سعادة أبو عراق (مواليد سنة 1946) هو كاتب وروائي فلسطيني.

## مسيرته
وُلد في قرية سنجل برام الله سنة 1946. حصل على ليسانس في الأدب العربي من جامعة بيروت العربية عام 1974، وعلى دبلوم عالي في الفلسفة من الجامعة الأردنية عام 1987، عمل موظفًا مدنيًا في القوات المسلحة الأردنية من عام 1965 إلى عام 1975، وعمل مُعلمًا في وزارة التربية والتعليم خلال السنوات من عام 1975 إلى عام 1993، كما عمل مسؤولًا للنشاط الثقافي والعلمي في مديرية تربية لواء الرصيفة خلال السنوات (1994-2003).
هو عضو رابطة الكتاب الأردنيين، ورئيس فرع الزرقاء للعامين 2001 و2002، وعضو اتحاد الكتاب العرب.

## أعماله
أصدر مجموعة من الكتب في الشعر والقصة والرواية والمسرح والدراسات، منها:
- 1984: المخاض (رواية)
- 1985: فتيان الحجارة (مجموعة قصصية)
- 2002: طريد الظل (قصص)، دار الكرمل للنشر والتوزيع، عمّان
- 2002: مدرسة المبتكرين (قصص أطفال)
- 2006: مخترعون صغار (أدب تفكير علمي)
- 2009: الكلب الذي لا يأكل لحم صديقه (مسرحية دمى)
- 2010: زرقاء بلا ذنوب (قصص)، منشورات وزارة الثقافة، عمّان
- 2011: ذاتَ هو أنا (شعر)
- 2013: حكايات مقهى المغتربين (قصص)
- 2013: الأدب وأدب الطفل العربي: الأردن أنموذجاً (دراسة)، أمواج للنشر والتوزيع، عمّان، (ردمك 9789957567026)
- 2013: قضايا في عالم الطفولة (دراسة)، أمواج للنشر والتوزيع، عمّان، (ردمك 9796500073316)
- 2017: الاشتباك (رواية)، دار كنوز المعرفة للنشر والتوزيع، عمّان، (ردمك 9957746162)

## جوائز
حصل على جائزة الملكة نور لأدب الطفل من مؤسسة نور الحسين سنة 1996، كما حصل على جائزة شرحبيل بن حسنة للإبداع الأدبي من بلدية إربد الكبرى سنة 2002.